# خوان گلمن
 خوان گلمن (انگلیسی: Juan Gelman؛ ۳ مهٔ ۱۹۳۰ – ۱۴ ژانویهٔ ۲۰۱۴) زبان‌شناس، شاعر و نویسنده اهل آرژانتین بود.
وی همچنین برنده جوایزی همچون جایزه سروانتس شده بود.